# Plaški
Plaški (srbsky Плашки) je vesnice a sídlo stejnojmenné opčiny v Chorvatsku v Karlovacké župě. Nachází se asi 17 km jihozápadně od Slunje a asi 60 km jihozápadně od Karlovace. V roce 2011 žilo v Plaški 1 281 obyvatel, v celé opčině pak 2 090 obyvatel. Vzhledem ke svému počtu obyvatel je Plaški jedním z větších středisek opčin Karlovacké župy, a svojí velikostí přesahuje i město Ozalj ve stejné župě.
V opčině se nachází celkem 8 vesnic. Největší vesnicí je středisko opčiny Plaški (1 281 obyvatel), nejmenší vesnicí je Kunić, kde žije 35 obyvatel.
- Janja Gora – 118 obyvatel
- Jezero – 57 obyvatel
- Kunić – 35 obyvatel
- Lapat – 201 obyvatel
- Latin – 192 obyvatel
- Međeđak – 124 obyvatel
- Plaški – 1 281 obyvatel
- Pothum Plaščanski – 96 obyvatel

V osadě Latasi, která je součástí vesnice Janja Gora, se narodil turecký maršál Omar Paša Latas.
Do roku 2001 tvořili naprostou většinu obyvatelstva (91,32 %) Srbové. Po Chorvatské válce za nezávislost však již většinovým obyvatelstvem byli Chorvati, stále zde však bylo 39,95 % obyvatelstva srbské národnosti.
Do doby teritoriální reorganizace byla opčina Plaški součástí opčiny města Ogulin.